# Élections législatives de 2019 en république de Crimée
Les élections législatives de 2019 en Crimée ont lieu le 8 septembre 2019 en république de Crimée afin de renouveler les membres de son assemblée, le Conseil d'État. Territoire internationalement reconnu comme ukrainien, la Crimée est de facto une république de Russie depuis 2014, un statut non reconnu par la quasi-totalité de la communauté internationale.
Malgré un recul d'une dizaine de sièges, le parti au pouvoir Russie unie conserve une large majorité absolue.

## Contexte
Le 11 mars 2014, dans le contexte de la guerre russo-ukrainienne, les territoires de la république autonome de Crimée et de la ville spéciale de Sébastopol sont l'objet d'une prise de contrôle de la part de séparatistes pro-russes appuyés par les Forces armées russes. Dans la foulée, un référendum est organisé pour décider du rattachement de la Crimée à la Russie. Ce référendum, au résultat positif, est contesté par l'Ukraine et un grand nombre de pays. La république de Crimée devient alors un sujet de la fédération de Russie une semaine après s'être séparée de l'Ukraine.
Si la Russie et quatre autres États membres des Nations unies ont reconnu la Crimée comme faisant partie de la Fédération russe, l'Ukraine considère que la Crimée fait toujours partie de son territoire (de jure) appuyée en cela par la plupart des gouvernements étrangers ainsi que par l'Assemblée générale des Nations unies (résolution n° 68/262, adoptée le 27 mars 2014).

## Mode de scrutin
Le Conseil d'État de la république de Crimée est composé d'un total de 75 sièges renouvelés tous les cinq ans, dont 25 sièges pourvus au scrutin uninominal majoritaire à un tour dans autant de circonscriptions électorales, et 50 sièges au scrutin proportionnel plurinominal avec un seuil électoral de 5 %.
L'assemblée élue procède par la suite à l'élection du gouverneur de Crimée.

## Résultats
|                          |                           |                 |                 |                 |        |              |               |  |  |  |  |  |  |  |
| Parti                    | Parti                     | Proportionnelle | Proportionnelle | Proportionnelle | UM1    | Total Sièges | +/-           |  |  |  |  |  |  |  |
| Parti                    | Parti                     | Voix            | %               | Sièges          | Sièges | Total Sièges | +/-           |  |  |  |  |  |  |  |
|                          | Russie unie               | 268 400         | 54,70           | 35              | 25     | 60           | 10            |  |  |  |  |  |  |  |
|                          | Parti libéral-démocrate   | 82 629          | 16,84           | 10              | 0      | 10           | 5             |  |  |  |  |  |  |  |
|                          | Parti communiste          | 40 336          | 8,22            | 5               | 0      | 5            | 5             |  |  |  |  |  |  |  |
|                          | Communistes de Russie     | 19 769          | 4,03            | 0               | 0      | 0            | en stagnation |  |  |  |  |  |  |  |
|                          | Russie juste              | 19 385          | 3,95            | 0               | 0      | 0            | en stagnation |  |  |  |  |  |  |  |
|                          | Parti russe des retraités | 17 830          | 3,63            | 0               | 0      | 0            | en stagnation |  |  |  |  |  |  |  |
|                          | Rodina                    | 13 298          | 2,71            | 0               | 0      | 0            | en stagnation |  |  |  |  |  |  |  |
|                          | Patriotes de Russie       | 4 377           | 0,89            | 0               | 0      | 0            | en stagnation |  |  |  |  |  |  |  |
|                          | Indépendants              |                 |                 |                 | 0      | 0            | en stagnation |  |  |  |  |  |  |  |
|                          | Votes blancs et nuls      | 24 673          | 5,03            |                 |        |              |               |  |  |  |  |  |  |  |
|                          |                           |                 |                 |                 |        |              |               |  |  |  |  |  |  |  |
| Votes valides            | Votes valides             | 466 024         | 94,97           |                 |        |              |               |  |  |  |  |  |  |  |
| Votes blancs et nuls     | Votes blancs et nuls      | 24 673          | 5,03            |                 |        |              |               |  |  |  |  |  |  |  |
| Total                    | Total                     | 490 697         | 100             | 50              | 25     | 75           | en stagnation |  |  |  |  |  |  |  |
| Abstentions              | Abstentions               | 987 589         | 66,81           |                 |        |              |               |  |  |  |  |  |  |  |
| Inscrits / participation | Inscrits / participation  | 1 478 286       | 33,19           |                 |        |              |               |  |  |  |  |  |  |  |

## Élection du chef de la république
Les législatives sont suivies le 20 septembre de l'élection par l'assemblée du chef de la république de Crimée. Sergueï Aksionov est réélu à l'unanimité pour un mandat de cinq ans. Il nomme Iouri Gotsaniouk président du Conseil des ministres, et celui ci reçoit le vote de confiance de 67 députés.